# Kiss of Life
Kiss of Life (koreanisch 키스 오브 라이프), auch bekannt als KIOF, ist eine südkoreanische Girlgroup der fünften K-Pop-Generation, die 2023 von S2 Entertainment zusammengestellt wurde und seitdem von dieser Agentur gemanagt wird. Kiss of Life besteht aus vier Mitgliedern Julie, Natty, Belle und Haneul. Die Girlgroup debütierte am 5. Juli 2023 mit dem Mini-Album Kiss of Life. Der offizielle Fanclub-Name lautet Kissy.

## Geschichte
Natty war das erste Mitglied, das am 15. Mai 2023 bekannt gegeben wurde. In den darauffolgenden Tagen folgten Belle, Julie und Haneul. Am 26. Mai 2023 wurde Lee Hae-in als Kreativdirektor der Gruppe bestätigt. Am 5. Juli 2023 debütierte Kiss of Life offiziell mit dem Mini-Album Kiss of Life und der Single Shhh. Am 8. November 2023 veröffentlichte die Gruppe ihr zweites Mini-Album Born to Be XX. Am 3. April 2024 erschien das erste Single-Album Midas Touch. Am 25. Mai 2024 erschien die digitale Single Songstealer – Sixth Sense. Das digitale Single-Album Sticky wurde am 1. Juli 2024 veröffentlicht.

## Mitglieder
| Name        | Geburtsname                          | Geburtstag (Alter) | Geburtsort | Position                         |
| ----------- | ------------------------------------ | ------------------ | ---------- | -------------------------------- |
| Julie 쥴리  | Julie Han a 정은비                   | 29. März 2000 (24) | Honolulu   | Team leader Lead Dance, Main Rap |
| Natty 나띠  | Anatchaya Suputtipong อานัชญา สุพุทธิพงศ์ | 30. Mai 2002 (22)  | Bangkok    | Sub Vocal, Main Dance, Lead Rap  |
| Belle 벨    | Anabelle Shim b                      | 19. März 2004 (20) | Seattle    | Main Vocal                       |
| Haneul 하늘 | Won Ha-neul 원하늘                   | 25. Mai 2005 (19)  | Suwon      | Lead Vocal                       |

## Diskografie

### EPs
| Jahr | Titel Musiklabel | Höchstplatzierung, Gesamtwochen, AuszeichnungChartsChartplatzierungen (Jahr, Titel, Musiklabel, Platzierungen, Wochen, Auszeichnungen, Anmerkungen) | Anmerkungen                            |
| Jahr | Titel Musiklabel | KR | Anmerkungen                            |
| ---- | ---------------- | --- | -------------------------------------- |
| 2023 | Kiss of Life S2  | KR18 (7 Wo.)KR | Erstveröffentlichung: 5. Juli 2023     |
| 2023 | Born to Be XX S2 | KR12 (8 Wo.)KR | Erstveröffentlichung: 8. November 2023 |
| 2024 | Lose Yourself S2 | KR6 (6 Wo.)KR | Erstveröffentlichung: 15. Oktober 2024 |

### Single-Alben
| Jahr | Titel Musiklabel | Höchstplatzierung, Gesamtwochen, AuszeichnungChartsChartplatzierungen (Jahr, Titel, Musiklabel, Platzierungen, Wochen, Auszeichnungen, Anmerkungen) | Anmerkungen                         |
| Jahr | Titel Musiklabel | KR | Anmerkungen                         |
| ---- | ---------------- | --- | ----------------------------------- |
| 2024 | Midas Touch S2   | KR8 (8 Wo.)KR | Erstveröffentlichung: 3. April 2024 |

### Singles
| Jahr | Titel Album                | Höchstplatzierung, Gesamtwochen, AuszeichnungChartsChartplatzierungen (Jahr, Titel, Album, Platzierungen, Wochen, Auszeichnungen, Anmerkungen) | Anmerkungen                         |
| Jahr | Titel Album                | KR | Anmerkungen                         |
| ---- | -------------------------- | --- | ----------------------------------- |
| 2023 | Shhh Kiss of Life          | KR173 (1 Wo.)KR | Erstveröffentlichung: 2023          |
| 2023 | Bad New Born to Be XX      | KR101 (2 Wo.)KR | Erstveröffentlichung: 2023          |
| 2023 | Nobody Knows Born to Be XX | KR130 (1 Wo.)KR | Erstveröffentlichung: 2023          |
| 2024 | Midas Touch                | KR31 (25 Wo.)KR | Erstveröffentlichung: 3. April 2024 |
| 2024 | Sticky –                   | KR3 (… Wo.)KR | Erstveröffentlichung: 1. Juli 2024  |
| 2024 | R.E.M Lose Yourself        | KR185 (1 Wo.)KR | Erstveröffentlichung: 2024          |
| 2024 | Get Loud Lose Yourself     | KR106 (3 Wo.)KR | Erstveröffentlichung: 2024          |